# Glyptauchen panduratus
Glyptauchen panduratus är en fiskart som först beskrevs av Richardson, 1850.  Glyptauchen panduratus ingår i släktet Glyptauchen och familjen Tetrarogidae. Inga underarter finns listade i Catalogue of Life.